# 特里卡拉城堡

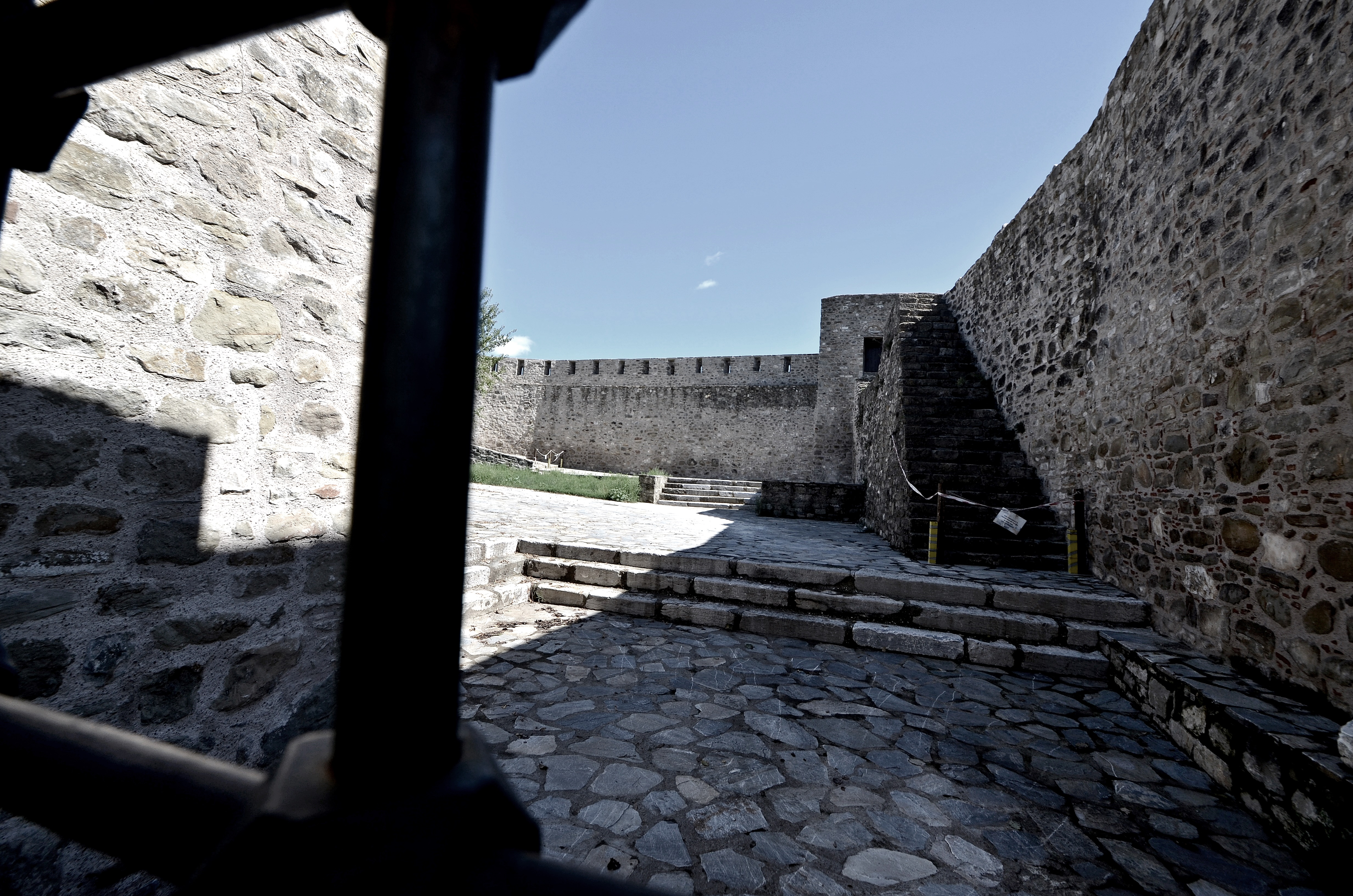

特里卡拉城堡（希臘語：Κάστρο Τρικάλων）是位於希臘色薩利西部城市特里卡拉的一座城堡，修建於拜占庭帝國時期。